# Seseli longifolium
Seseli longifolium är en flockblommig växtart som beskrevs av Carl von Linné. Seseli longifolium ingår i släktet säfferötter, och familjen flockblommiga växter. Inga underarter finns listade i Catalogue of Life.